# Podul Regele Carol I

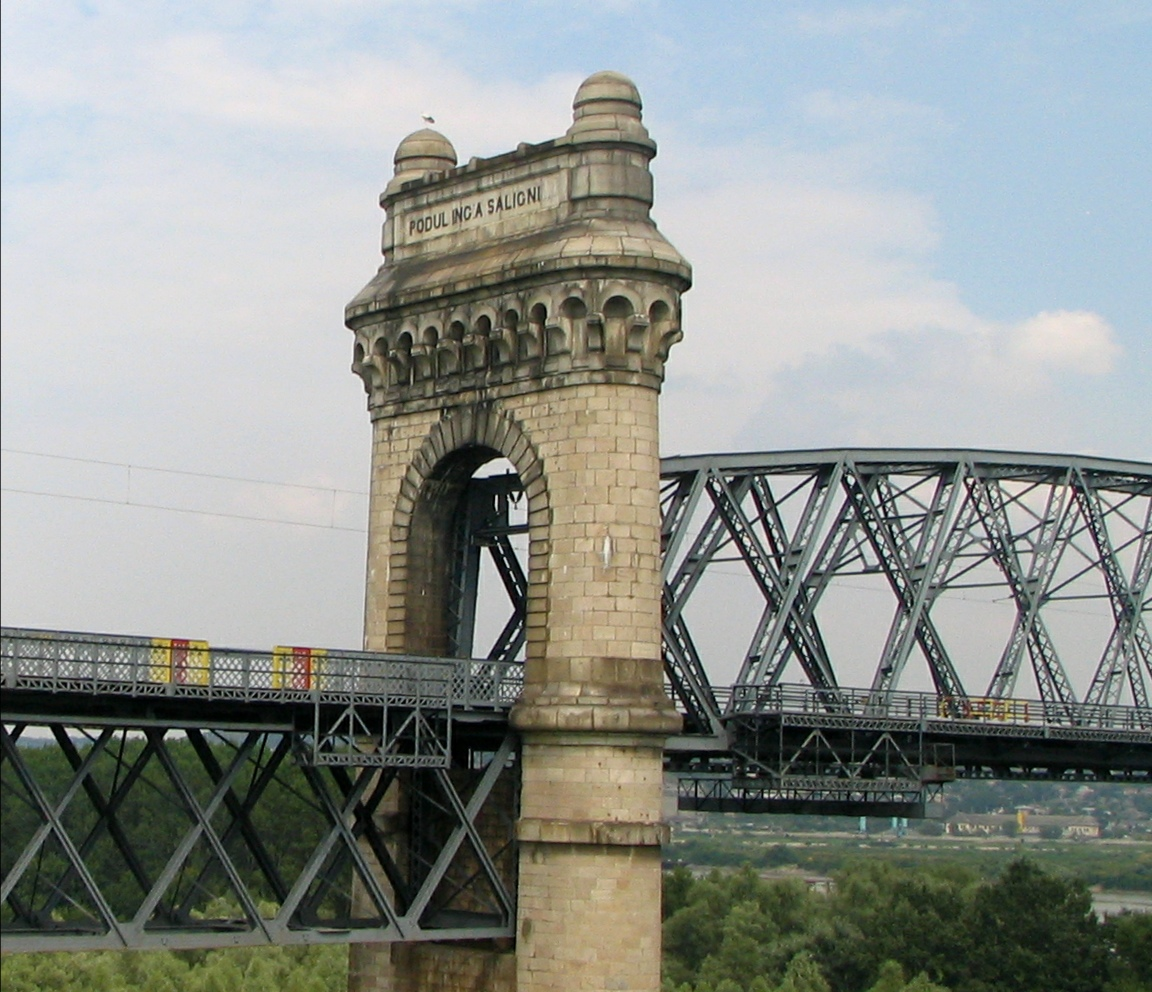
Un arc de pod

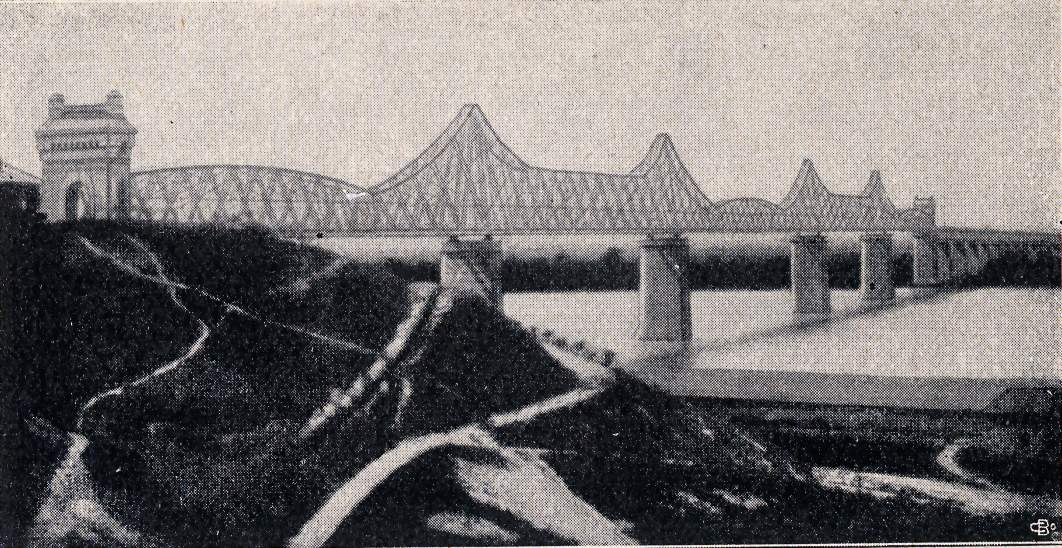
Vedere asupra podului de la începutul secolului XX

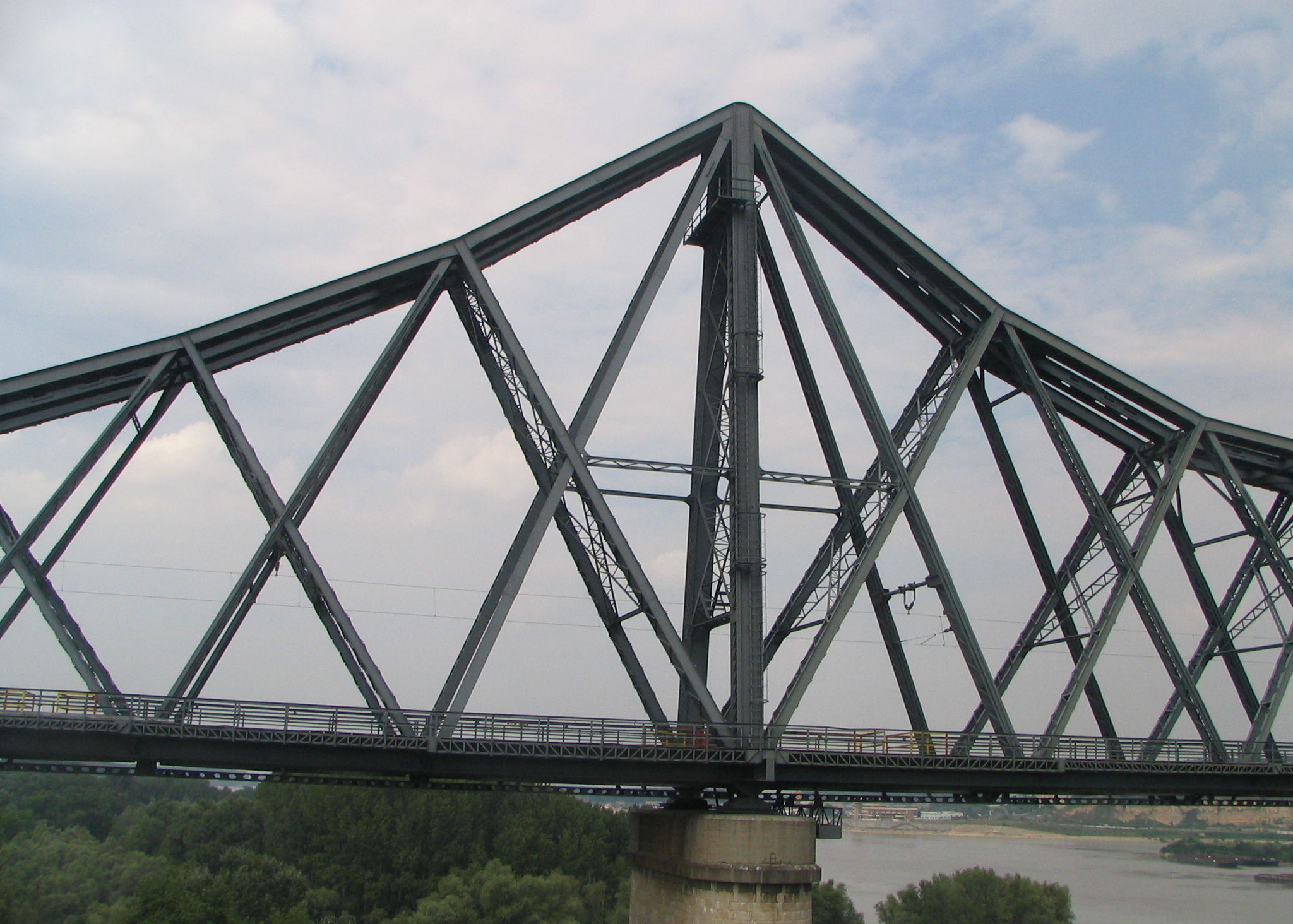
Un stâlp

Cele trei poduri: Rutier, Saligny, Feroviar nou

Podul Regele Carol I (redenumit în perioada comunistă Podul Anghel Saligny) a fost construit între 1890 și 1895 pentru a asigura legătura feroviară între București și Constanța. La momentul respectiv ultimul pod peste Dunăre era Podul Franz Josef din Novi Sad, situat la 955 de km în amonte și inaugurat în anul 1883.
Podul Carol I cu statuile „Dorobanții” este înscris în lista monumentelor istorice sub codul  CT-II-m-A-02872.

## Lucrări pregătitoare
Primul tronson al căii ferate spre litoralul Mării Negre a fost cel dintre Constanța și Cernavodă, realizat în 1860, înainte ca Dobrogea să fie cedată României. După războiul de independență și alipirea Dobrogei, în 1879 a început construcția tronsonului București–Ciulnița–Fetești. Legătura celor două tronsoane necesita realizarea unor poduri peste Dunăre și Brațul Borcea.
Inițial guvernul român a inițiat două concursuri internaționale pentru proiectarea și executarea podurilor. Suprastructura podului de peste Dunăre a fost proiectată de Gustave Eiffel a cărui firmă de antrepriză executase recent, sub coordonarea inginerului Émile Nouguier podurile metalice ale căii ferate Ploiești–Predeal. Neajungându-se însă la un acord, guvernul român a întrerupt tratativele cu firmele de antrepriză a lui Gustave Eiffel și a încredințat proiectarea și realizarea podurilor Direcției Generale a Căilor Ferate Române.
Aceste tratative au dus totuși la legenda că suprastructura metalică a podului peste Dunăre, executată în Franța a fost utilizată pentru podul Faidherbe din orașul Saint-Louis din Senegal, executat în aceeași perioadă. Deși analize recente efectuate de specialiști francezi au demonstrat că această legendă este falsă, ea este periodic reprodusă în ghidurile și relatările turistice despre Senegal.

## Realizarea podului
Legătura feroviară dintre Fetești și Cernavodă are o lungime de 21 km. și cuprinde podurile peste Brațul Borcea și peste Dunăre. Începerea lucrărilor de execuție a avut loc la 26 noiembrie 1890 în prezența regelui Carol I. Colectivul de proiectare și de execuție a fost condus de inginerul Anghel Saligny. Întreaga linie ferată, inclusiv podurile, au fost executate cu cale simplă.
Podul de peste Dunăre are o deschidere centrală de 190 metri și alte 4 deschideri de 140 metri, alături de un viaduct cu 15 deschideri de 60 metri. Podul se află la 30 m peste nivelul apelor mari ale Dunării pentru a permite trecerea vaselor cu cele mai mari catarge. Podul peste Borcea cuprinde 3 deschideri de câte 140 metri și un viaduct cu 11 deschideri a 50 metri. În Insula Borcea, care în acea vreme constituia o baltă, pe care o traversa un tronson de 14 km al căii ferate, s-a mai realizat un viaduct de 34 deschideri a 42 metri.
Cu rampele de acces, cei 4087,95 metri de poduri formau, la acea vreme, cel mai lung complex de poduri construit în România și al treilea ca lungime din lume. Deschiderea centrală de 190 m era cea mai mare din Europa continentală.
Costul total al tronsonului de linie ferată Fetești-Cernavodă, inclusiv liniile de cale ferată și stațiile, a fost de 35 milioane lei aur.

Dorobanțul dinspre partea de sud

## Cei doi dorobanți
La capătul podului dinspre Cernavodă, în memoria eroilor căzuți în Războiul de Independență, a fost ridicat un impresionant monument din bronz, reprezentând doi dorobanți. Dorobanții și stemele au fost realizate de sculptorul francez Léon Pilet (1836-1916), o parte din contravaloarea lor fiind suportată de ambasada franceză de la București, ca un dar în cinstea regelui Carol I.  Pilet a realizat mai întâi cinci modele diferite în miniatură, iar regele însuși a ales modelul care a fost realizat pentru pod. Statuile au fost turnate în trei bucăți la Lyon și mai apoi îmbinate la fața locului. Dorobanțul de pe partea nordică poartă semnătura autorului, alături de anul realizării (1895).

## Inaugurarea podului
După cinci ani, în data de 15/26 septembrie 1895 a fost inaugurat cel mai mare complex de poduri din Europa acelor vremuri și al treilea ca lungime din lume. Realizarea podului de la Cernavodă a însemnat extinderea la o construcție de mari proporții a două noutăți pe plan tehnic: utilizarea oțelului turnat (moale) în locul celui pudlat și a sistemului de grindă cu zăbrele în consolă (grindă Gerber), foarte avantajos din punct de vedere economic și al rezistenței materialelor în cazul structurilor cu deschideri mari. Podul are cinci deschideri, cea centrală de 190 m. Peste deschiderea a doua a podului, lungă de 140 m, se întinde o grilă cu zăbrele, având două console (brațe de câte 50 m) care se prelungesc peste pilele podului, la dreapta și la stânga deschiderii. Pe deschiderea din mijloc s-a montat o grindă de numai 90 m, deoarece aceasta se poate sprijini pe cele două console, una din dreapta deschiderii a doua și cealaltă din stânga deschiderii a patra. În felul acesta se acoperă întreaga deschidere centrală de 190 m. Înălțimea maximă a grinzilor cu console este de 32 m (deasupra pilelor). Viaductul de acces la pod are 15 deschideri a 60,85 m în total 913 m. Podul a fost înălțat deasupra apelor mari cu 30 m pentru a permite trei deschideri de câte 140 m, precum și un viaduct cu trei deschideri de 50 m spre Fetești și cu opt deschideri de 50 m spre Cernavodă. Pentru a se da scurgere apelor de inundație peste balta Iezerului s-a mai executat un viaduct cu 34 deschideri de 42,80 m (total 1455 m), care a fost desființat în anul 1969 în urma desecării bălții și înlocuit cu un terasament de rambleu. Cele trei părți ale complexului de poduri însumau 4088 m. Pentru lucrările de la Borcea, boltă și viaducte, s-au executat 19000 m³ săpături cu aer comprimat, s-au folosit 610 t oțel la chesoane, circa 62850 m³ zidărie, 9554 t oțel moale, 310 t oțel pudlat. Terasamentele au însumat 3 mil. m³, iar pereurile 200000 m². Proba de rezistență a podului s-a făcut în ziua inaugurării cu un convoi de 15 locomotive, circulând cu o viteză de 80 km/h. După ce s-a bătut ultimul nit, un nit de argint, s-a zidit documentul inaugurării și s-a celebrat serviciul religios. În acest timp, Anghel Saligny a stat alături de șefii echipelor de muncitori care lucraseră la execuția podului, într-o șalupă sub pod, aceasta pentru a garanta rezistența podului. Podul de la Cernavodă, dublat astăzi de un sistem de poduri combinate, rămâne cel mai important simbol al ingineriei românești din perioada de început, examenul său de maturitate.

## Perioada celor două războaie mondiale
Pe parcursul celor două războaie mondiale complexul feroviar construit de Anghel Saligny a avut de suferit. Din cauza izbucnirii Primului Război Mondial, trupele românești, aflate în retragere, au primit ordinul de a distruge unul dintre cele două poduri în luna octombrie a anului 1916. Podul de peste Dunăre a suferit unele avarii în urma încercării de a-l distruge, fiind reconstruit de firma Maschinefabrik Augsburg-Nürnberg (MAN) din Germania. În schimb, podul peste brațul Borcea a fost distrus, iar autoritățile au fost obligate să execute un ansamblu nou, care a fost montat pe pilele rămase intacte, pentru a restabili complet circulația peste pod. Lucrările de proiectare și montaj au fost executate de specialiștii români și încheiate în anul 1921. 
La 22 iunie 1941, o escadrilă de avioane Polikarpov I-16 bombardează podul lui Saligny, fără să reușească să-și atingă obiectivul. După o lună și jumătate (10 august), avioanele sovietice primesc ordin să atace orașul, distrugând fabrica de ciment din Cernavodă. Mai târziu, în aceeași zi, la 4:30 a.m., apar trei avioane dinspre Constanța care lansează două bombe peste podul dunărean. Prin această ofensivă distrug conducta de petrol și avariază podul. Deși calea ferată nu a fost nimicită, „din cauza slăbirii legăturilor podului, trenurile nu circulă pe pod, iar pasagerii fac transbordare”. În jurul orei 6.00 a.m., alte trei avioane venite din direcția Orșova atacă orașul, una dintre bombe distrugând calea ferată dintre pod și stația CFR Cernavodă și conducta de petrol. Bombardamentul aerian efectuat de către armata sovietică asupra podului de peste Dunăre în cel de-al Doilea Război Mondial (1941) a produs avarii grave, prin ruperea unor bare, respectiv prin deplasarea unui tablier de pe baza de sprijin a podului, însă inamicul nu și-a atins obiectivul, acela de a distruge integral podul. Tehnicienii de la CFR și Reșița, alături de specialiștii de la aceeași firma MAN, din Germania, au executat reparațiile în regim de urgență. Acestea au fost efectuate în aproximativ patru luni, perioadă în care circulația a fost oprită.

## Realizarea celui de-al doilea pod
Odată cu dezvoltarea tehnologică a apărut și necesitatea electrificării magistralei București – Constanța, proces realizat prin intermediul unor lucrări de consolidare și de asigurare a gabaritului de electrificare, acestea constând în modificarea și ridicarea riglelor transversale superioare cu circa 1,50 m. Lucrările pe acest complex au avut loc fără anularea garniturilor de tren care circulau pe traseul respectiv, demonstrându-se astfel că există modalități prin care se poate asigura prelungirea duratei de viață a podurilor, în condiții normale de circulație și siguranță și după o perioadă lungă de exploatare; electrificarea magistralei București-Constanța a avut loc pe 31 mai 1977. Accentuarea solicitărilor de transport pe calea ferată a crescut odată cu dezvoltarea schimbului internațional de mărfuri, în special după anul 1970. Astfel, traficul pe magistrala București-Constanța s-a intensificat datorită numeroaselor importuri și exporturi care se desfășurau prin port. Prin intensificarea capacității de circulație pe această rută, precum și prin eliminarea punctelor critice de traversare a Dunării, era evidentă necesitatea construirii unui nou pod în imediata vecinătate a celor existente. Concomitent cu realizarea celui de-al doilea pod dunărean s-a rezolvat și problema traficului rutier între București și litoral. Proiectul specifica construcția unei căi ferate duble și a unei șosele cu patru benzi de circulație. Această variantă rezolva chestiunea transportului rutier între București și Constanța, șoseaua fiind mai scurtă cu 42 km în comparație cu ruta de traversare de la Giurgeni la Vadu Oii. Noile realizări erau din punct de vedere structural aproape identice cu cele existente, iar viaductele de acces s-au construit independent — pentru cale ferată și pentru șosea. Noul pod a fost așezat în amonte de construcția lui Saligny, la o distanță de 30–80 m, având o lungime de peste 1600 m, iar viaductele rutiere aveau deschideri identice cu cele feroviare. Benzile de circulație, care trec pe sub cele două poduri de cale ferată, au axul în curbă, astfel realizat pentru a facilita înscrierea pe consolele rutiere, montate pe stâlpii principali ai podului feroviar. Ansamblul podurilor din albia minoră este compus din grinzi metalice (care formează sistemul de rezistență al podului) continue pe trei deschideri în cazul podului peste brațul Borcea, fiecare cu o lungime de 140 m, respectiv cu una centrală în cadrul podului de peste Dunăre, de 190 m.  Construcția noilor poduri dunărene a fost posibilă prin întrebuințarea unor tehnologii și idei inovatoare. Noul complex feroviar (București-Constanța) era complet electrificat, automatizat și dotat cu o cale ferată dublă. Primul pod inaugurat a fost cel peste brațul Borcea în mai 1986, urmat de cel de la Cernavodă în octombrie 1987.

## Scoaterea din funcțiune a podului
Podul a fost folosit timp de aproape un secol până în 1987, când a fost construit un nou pod, alături de cel vechi, care a fost dezafectat. De asemenea, în paralel cu podul de cale ferată a fost realizat un pod rutier, pentru Autostrada A2.

## Întreținerea podului
În anul 2013 Compania Națională CFR anunța închiderea pentru mai mulți ani a podului de cale ferată de peste Dunăre în vederea realizării unor lucrări de reabilitare, menționând că se va putea circula din nou pe o porțiune din vechiul pod Anghel Saligny. Reprezentanții au declarat că s-au demarat procedurile legale pentru a putea începe lucrările de reabilitare la podul de cale ferată (km 152+149 și km 165-817), linia CF București-Constanța. De asemenea, s-a menționat că se vor începe lucrările și pe vechiul pod proiectat de Anghel Saligny, care va fi redat circulației cât timp se va lucra pe noul pod. Valoarea estimată a proiectului, fără TVA, se ridică la 154,9 milioane de lei. Compania a lansat anunțul de participare la licitația pentru efectuarea lucrărilor de reabilitare a podul nou, dat în folosință în 1987. Lucrările de reparații la podul nou se vor executa cu închiderea acestuia. 
Având în vedere traficul mare de călători și marfă pe ruta Fetești-Constanța și faptul că lucrările de reparații la noul pod vor dura o perioadă lungă de timp, CFR a decis să deschidă circulației firul III, între halta Dunărea și stația Cernavodă, al podului Saligny, care este în momentul de față închis. În această situație circulația feroviară între stațiile Dunărea și Cernavodă se va desfășura pe linie simplă pe firul de circulație III, de pe podul vechi. Astfel, înainte de începerea lucrărilor de reparații la podul nou și anume a lucrărilor care necesită închiderea podului nou, trebuie efectuate lucrări pentru darea în exploatare a firului III. Compania CFR a declarat că cele două poduri, inaugurate în 1986, respectiv în 1987, au grave probleme din cauza lipsei întreținerii și reparațiilor, dar și din cauza erorilor de pe parcursul construcției. De asemenea, peste 300 de fisuri au apărut în structura acestora, afectând implicit viteza de circulație a trenurilor, recent aceasta fiind redusă la 30 km/oră.